# Papenhusen
Papenhusen is een Ortsteil van de Duitse gemeente Stepenitztal in de deelstaat Mecklenburg-Voor-Pommeren. Tot 25 mei 2014 was Papenhusen een zelfstandige gemeente in de Landkreis Nordwestmecklenburg.